# عیسی احمد (بازیکن فوتبال اماراتی)
عیسی احمد (انگلیسی: Eisa Ahmed؛ زادهٔ ۱۳ ژانویهٔ ۱۹۸۷) یک بازیکن فوتبال است.